# Norges Frivilligsentraler
Norges Frivilligsentraler är en intresseorganisation för frivilligcentraler i Norge. Förbundet grundades 2016. I Norge finns 510 frivilligcentraler som är fördelat på 329 kommuner. Statsbidrag för frivilligcentraler har funnits i Norge sedan 1991. 1991 infördes ett statsbidrag på 3 år som gjorde att 91 frivilligcentraler etablerades.  Kulturdepartementet i Norge hanterar statsbidraget till frivilligcentraler, vilket kommuner kan ansöka om.